# Magnitud (matemàtiques)
Magnitud és una propietat que posseïxen tots els cossos, fenomens i relacions entre ells, que permeti que puguin ser mesurats i aquesta mesura, representada en la quantitat, pot ser expressada mitjançant nombres sobre la base d'una comparació amb un altre cos o fenomen que es pren com patró. La massa, el temps, la longitud, el volum, la rapidesa, la temperatura, entre moltes altres, són magnituds. No s'ha de confondre magnitud amb quantitat. La magnitud és la propietat, la quantitat és quantificació de la magnitud, en algun sistema d'unitats. Por exemple, el temps és una magnitud, però 12 hores és una quantitat.
Els grecs distingien entre diversos tipus de magnituds, com ara:
- fraccions (positives)
- Segments lineals (ordenats per longitud)
- figures planes (ordenat per superfície)
- Sòlids (ordenats per volum)
- Angles (ordenats per magnitud angular)

El Vocabulari Internacional de Metrologia (VIM) defineix el concepte magnitud com una propietat d'un fenomen, d'un cos o d'una substància, que es pot expressar quantitativament mitjançant un nombre i una referència. La referència esmentada pot ser una unitat de mesura, un sistema de mesura (emprat seguint un procediment de mesura determinat), un material de referència o una de les seves combinacions.
Els comentaris i classificacions descrites a l'article sobre propietat (ontologia), són aplicables al concepte i terme magnitud.

## Els nombres reals
La magnitud d'un nombre real se sol anomenar "valor absolut". S'escriu amb la nomenclatura | x |, i es defineix per:

{\displaystyle |x|={\begin{cases}x{\text{,}}&{\text{ si }}x\geq 0\,{\text{;}}\\-x{\text{,}}&{\text{ si }}x<0\,{\text{.}}\end{cases}}}
També es pot veure com a mòdul, és a dir, la distància des de 0 fins al valor en la recta dels nombres reals. El resultat sempre és per tant, positiu. Per exemple, el mòdul de -7 és 7 i el mòdul de -5 és 5.